# زمین‌لرزه ۱۹۴۴ کورنوال–ماسنا
زمین‌لرزه کورنوال-ماسنا  در تاریخ ۵ سپتامبر ۱۹۴۴ میلادی، برابر با ‎۱۴ شهریور ۱۳۲۳، ساعت ۰۴:۳۸:۴۵٫۷۰ به زمان یوتی‌سی در آمریکا ، منطقه ماسنا رخ داد.ژرفای این زلزله ۱۲ کیلومتر بود. بزرگی آن ۵٫۹ در مقیاس ریشتر بدست آمده‌است.
بیشینهٔ شدت آن در مقیاس مرکالی، VIII اعلام شده‌است. زمین‌لرزه هیچ کشته‌ای نداشته است.